# Opoul-Périllos
Opoul-Périllos är en kommun i departementet Pyrénées-Orientales i regionen Occitanien i södra Frankrike. Kommunen ligger i kantonen Rivesaltes som tillhör arrondissementet Perpignan. År 2022 hade Opoul-Périllos 1 218 invånare.

## Befolkningsutveckling
Antalet invånare i kommunen Opoul-Périllos
| Referens: INSEE |